# Aksel Daniel Nielsen
Axel Daniel Nielsen (født 9. august 1918 i Aarhus, død 10. januar 2001 i Højbjerg) var en dansk fodboldspiller, som spillede målmand i AGF.
Aksel Daniel Nielsen debuterede for AGF som 18-årig, og fik debut på det danske landshold som blot 20-årig i 1938 i en landskamp mod Finland i Helsinki. Han fik yderligere to landskampe i efteråret 1938.
Aksel Daniel Nielsen stoppede allerede som 24-årig med at spille fodbold. I et interview til Aarhus Stiftstidende sagde han, at han havde mistet lysten til at spille fodbold, bl.a. fordi han syntes, holdkammeraterne i AGF var for useriøse med deres træning.